# Gmina Frederikshavn

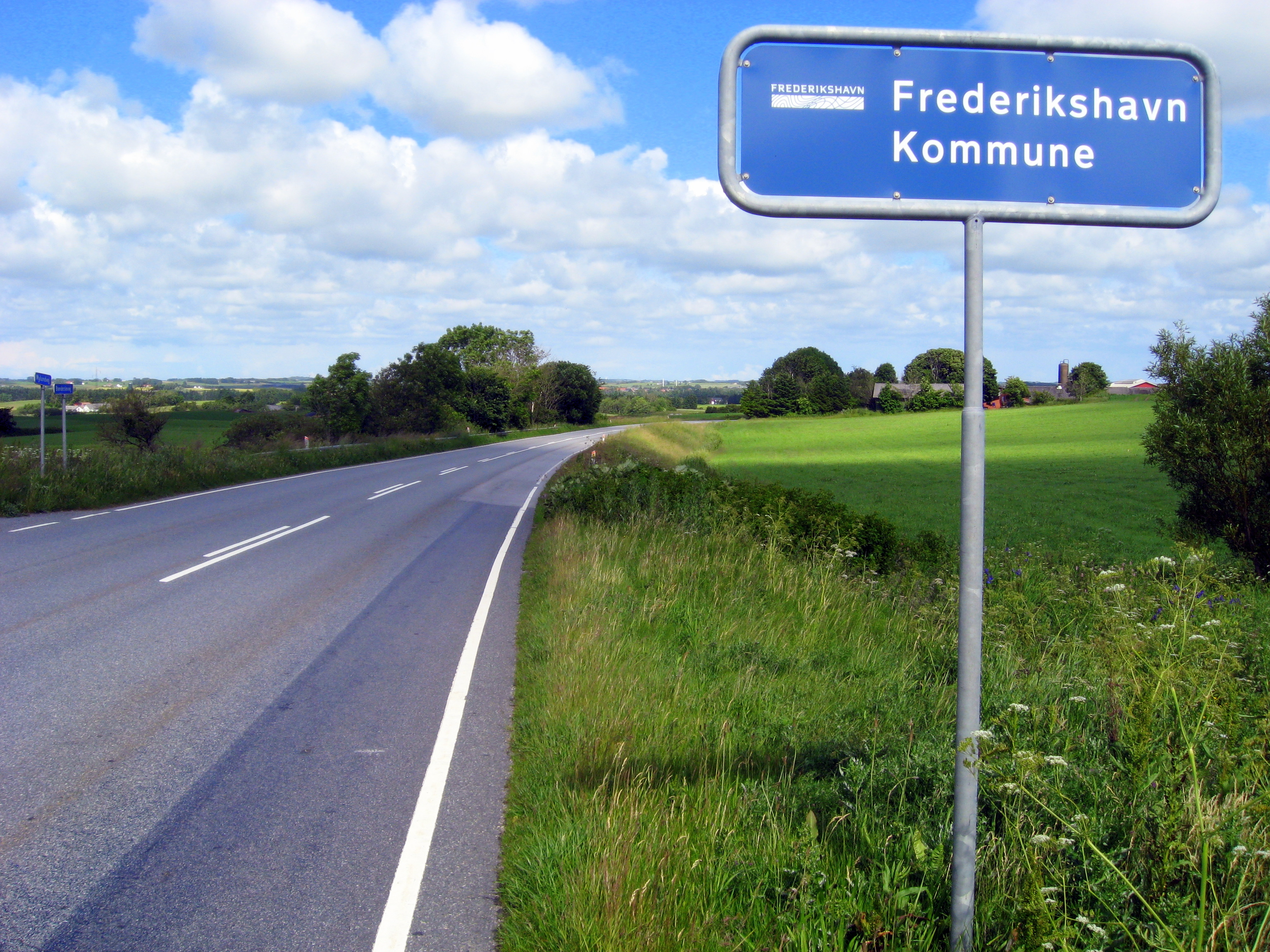
granica między gminą Frederikshavn a gminą Brønderslev

Gmina Frederikshavn (duń. Frederikshavn Kommune) – gmina w Danii w regionie Jutlandia Północna.
Gmina powstała w 2007 roku na mocy reformy administracyjnej z połączenia gmin Sæby, Skagen oraz starej gminy Frederikshavn.
Siedzibą gminy jest miasto Frederikshavn.